# USS Kasaan Bay (CVE-69)
USS Kasaan Bay (CVE-69) là một tàu sân bay hộ tống lớp Casablanca được Hải quân Hoa Kỳ chế tạo trong Chiến tranh Thế giới thứ hai; tên nó được đặt một vịnh tại đảo Prince of Wales thuộc quần đảo Alexander, Alaska. Kasaan Bay đã hoạt động cho đến hết Thế Chiến II, xuất biên chế năm 1946 và bị bán để tháo dỡ năm 1960. Nó được tặng thưởng một Ngôi sao Chiến trận do thành tích phục vụ trong Thế Chiến II.

## Thiết kế và chế tạo
Kasaan Bay nguyên dự định như một chiếc AVG, nhưng được xếp lại lớp thành ACV-69 vào ngày 20 tháng 8 năm 1942 trước khi được đặt lườn tại Xưởng tàu Vancouver của hãng Kaiser Company, Inc. ở Vancouver, Washington vào ngày tháng 5 năm 1943. Nó được hạ thủy như là chiếc CVE-69 vào ngày 24 tháng 10 năm 1943; được đỡ đầu bởi bà R. W. Morse; được Hải quân sở hữu và nhập biên chế vào ngày 4 tháng 12 năm 1943 dưới quyền chỉ huy của Hạm trưởng, Đại tá Hải quân B. E. Grow.

## Lịch sử hoạt động
Sau khi hoàn tất một chuyến chạy thử máy ngắn, Kasaan Bay được phân công nhiệm vụ tiếp liệu, vận chuyển máy bay và nhân sự cùng Hạm đội Thái Bình Dương. Nó rời San Francisco, California vào ngày 8 tháng 1 năm 1944, chuyên chở máy bay và nhân sự sang Trân Châu Cảng. Sau khi quay trở về San Diego, nó lên đường đi Norfolk, Virginia, đến nơi vào ngày 28 tháng 2, được đại tu, rồi hoạt động dọc theo vùng bờ Đông Hoa Kỳ. Vào ngày 28 tháng 5, nó rời New York cùng các tàu chị em Tulagi và Mission Bay để vận chuyển máy bay sang Casablanca, Maroc, rồi quay trở về New York vào ngày 17 tháng 6 cùng 342 người sống sót từ chiếc tàu sân bay hộ tống Block Island, bị đắm do trúng ngư lôi vào ngày 29 tháng 5.
Kasaan Bay rời Quonset Point, Rhode Island vào ngày 30 tháng 6, và đi đến Oran, Algérie thuộc Bắc Phi vào ngày 10 tháng 7. Trong suốt tháng 7, nó tiến hành các hoạt động không lực và tuần tra chống tàu ngầm tại Địa Trung Hải trước khi tham gia tổng dợt cho cuộc đổ bộ lên miền Nam nước Pháp. Chiếc tàu sân bay rời Malta vào ngày 12 tháng 8 để tham gia Chiến dịch Dragoon, đi đến ngoài khơi Riviera thuộc Pháp ba ngày sau đó. Đây là một trong những dịp hiếm hoi mà máy bay tiêm kích F6F Hellcat hoạt động từ các tàu sân bay hộ tống: những chiếc F6F-5 và F6F-5N được phân bổ cùng các Liên đội VF-74 trên Kasaan Bay và Liên đội VOF-1 trên chiếc Tulagi, 24 máy bay mỗi liên đội, để tiến hành một loạt các nhiệm vụ khác nhau nhằm hỗ trợ cho cuộc đổ bộ và cuộc chiến đấu trên bờ. Các tàu sân bay hộ tống Hoa Kỳ đã hoạt động phối hợp cùng các tàu sân bay hộ tống Hải quân Anh; và cho dù ít có cơ hội không chiến, phi công của Kasaan Bay cũng đã bắn rơi hai máy bay Đức. Nó hoàn tất nhiệm vụ vào ngày 30 tháng 8, rời Oran vào ngày 6 tháng 9, và về đến Norfolk mười hai ngày sau đó.
Sau một chuyến đi vận chuyển máy bay khác sang Casablanca vào cuối tháng 10, Kasaan Bay được điều động trở lại cùng Hạm đội Thái Bình Dương, và đi đến San Diego vào ngày 2 tháng 1 năm 1945. Trong tháng 1, nó thực hiện chuyến đi đến Trân Châu Cảng, Guam và Ulithi cùng một lô máy bay và phụ tùng thay thế cho các tàu sân bay hạm đội thuộc lực lượng đặc nhiệm tàu sân bay nhanh.
Kasaan Bay quay trở về Trân Châu Cảng vào ngày 14 tháng 2, bắt đầu tiến hành các hoạt động huấn luyện phi công và các đội bay thay thế. Nó tiếp tục nhiệm vụ này cho đến đầu tháng 6, khi nó được phân công tuần tra chống tàu ngầm tại các tuyến đường hàng hải giữa các quần đảo Marshall và Mariana bảo vệ cho việc tiếp tế của hạm đội cho chiến dịch tấn công cuối cùng lên Nhật Bản. Khi xung đột kết thúc vào ngày 14 tháng 8, chiếc tàu sân bay quay trở về Guam, nơi nó được phân công nhiệm vụ trong Chiến dịch Magic Carpet. Nó khởi hành từ Saipan vào ngày 13 tháng 9 để hồi hương những cựu chiến binh, về đến San Diego vào ngày 30 tháng 9; rồi trong ba tháng tiếp theo, nó thực hiện ba chuyến đi đến Hawaii và Philippines để chuyên chở binh lính quay trở về Hoa Kỳ.
Kasaan Bay quay trở về San Francisco vào ngày 28 tháng 12, và lên đường đi sang vùng bờ Đông vào ngày 29 tháng 1 năm 1946. Đi đến Boston, Massachusetts vào ngày 22 tháng 2, con tàu được cho xuất biên chế vào ngày 6 tháng 7 năm 1946 và gia nhập Hạm đội Dự bị Đại Tây Dương. Đang khi trong thành phần dự bị, nó được xếp lại lớp với ký hiệu lườn CVHE-69 vào ngày 12 tháng 6 năm 1955. Con tàu bị bán để tháo dỡ vào ngày 2 tháng 2 năm 1960.

## Phần thưởng
Kasaan Bay được tặng thưởng một Ngôi sao Chiến trận do thành tích phục vụ trong Thế Chiến II.